# Gottfried Diener
Gottfried Diener (Zúrich, 1 de noviembre de 1926-Engelberg, 26 de mayo de 2015) fue un deportista suizo que compitió en bobsleigh en la modalidad cuádruple.
Participó en los Juegos Olímpicos de Cortina d'Ampezzo 1956, obteniendo una medalla de oro en la prueba cuádruple. Ganó dos medallas de oro en el Campeonato Mundial de Bobsleigh, en los años 1954 y 1955.

## Palmarés internacional
| Juegos Olímpicos   | Juegos Olímpicos           | Juegos Olímpicos | Juegos Olímpicos |
| Año                | Lugar                      | Medalla          | Prueba           |
| ------------------ | -------------------------- | ---------------- | ---------------- |
| 1956               | Cortina d'Ampezzo (Italia) | Medalla de oro   | Cuádruple        |
| Campeonato Mundial |                            |                  |                  |
| Año                | Lugar                      | Medalla          | Prueba           |
| 1954               | Cortina d'Ampezzo (Italia) | Medalla de oro   | Cuádruple        |
| 1955               | Sankt Moritz (Suiza)       | Medalla de oro   | Cuádruple        |